# Аботстаун (Пенсилванија)
Аботстаун (енгл. Abbottstown) град је у америчкој савезној држави Пенсилванија.

## Демографија
По попису из 2010. године број становника је 1.011, што је 106 (11,7%) становника више него 2000. године.
| Група             | 2000.       | 2010.       |
| Белци             | 847 (93,6%) | 894 (88,4%) |
| Афроамериканци    | 2 (0,2%)    | 14 (1,4%)   |
| Азијати           | 0 (0,0%)    | 10 (1,0%)   |
| Хиспаноамериканци | 50 (5,5%)   | 95 (9,4%)   |
| Укупно            | 905         | 1.011       |